# CA-05
La CA-5 es una autopista que conecta a las dos ciudades más importantes de Honduras, así como a la Carretera Panamericana, mediante un ramal conocido como Canal Seco. 
La CA-5 Además se conecta con otras carreteras entre ellas la Carretera CA-7 que comunica con las ciudades La Paz y Marcala; la Ruta Nacional 22 que comunica con Jesús de Otoro y  La Esperanza; La Ruta Nacional 20 que conecta con Santa Bárbara; La Ruta Nacional 21 que conecta con Santa Rita de Yoro y El Progreso; La Carretera CA-4 que conecta con el occidente del País.
En 2006 el gobierno de José Manuel Zelaya Rosales recibió de la Cuenta del desafío del Milenio más de 200 millones de dólares para la ampliación de la carretera original, la cual no se pudo concretar debido a que los fondos fueron desviados, por lo cual las obras se retrasaron hasta el 2013, y se finalizaron durante el gobierno de Juan Orlando Hernández Alvarado.

## Carretera Centroamericana 5
La Carretera Centroamericana 5 (CA-5) es una de las principales arterias viales de Honduras y forma parte de la Red Vial Centroamericana. Es una vía troncal que conecta la capital del país, Tegucigalpa, con la región norte y la ciudad industrial de San Pedro Sula, extendiéndose hasta el puerto marítimo de Puerto Cortés, sobre el litoral del Mar Caribe. Su trazado es clave para el comercio nacional, el transporte de mercancías, el tránsito de pasajeros y la conectividad logística entre el centro y el norte de Honduras.

## Honduras
En Honduras, la CA-5 comienza en la capital nacional, Tegucigalpa, y se dirige hacia el noroeste atravesando el Valle de Comayagua. Pasa por la ciudad de Comayagua, antigua capital colonial, y luego por Siguatepeque antes de ingresar al departamento de Cortés. Desde allí, continúa hacia San Pedro Sula, la segunda ciudad más grande del país y centro industrial de gran relevancia. Finalmente, se extiende hasta Puerto Cortés, uno de los principales puertos de Centroamérica sobre el Mar Caribe.
Este corredor es de vital importancia para el desarrollo económico de Honduras, ya que facilita el acceso desde el centro del país a los mercados internacionales a través del puerto, y articula zonas de producción, distribución y consumo.

## Importancia
La CA-5 es considerada la principal vía logística de Honduras. Forma parte de proyectos de infraestructura regional como el Corredor Logístico de Honduras y está integrada en el sistema Proyecto Mesoamérica. Es además una de las carreteras con mejor infraestructura del país, con varios tramos convertidos en autopista de cuatro carriles, concesionada parcialmente a operadores privados.